# Diurético del asa

Estructura química de varios diuréticos de asa

Los  diuréticos del asa son un grupo de medicamentos que actúan sobre la porción de la nefrona llamada asa de Henle. En medicina, los diuréticos del asa se usan para tratar la hipertensión, el edema causado por insuficiencia cardíaca congestiva o insuficiencia renal.

## Mecanismos de acción
Los diuréticos del asa actúan sobre el cotransportador Na+-K+-2Cl- (NKCC2) en la porción ascendente gruesa del asa de Henle inhibiendo la reabsorción de sodio y cloro. Ello lo hace por unión competitiva sobre los sitios de unión del Cl-. Debido a que la reabsorción de magnesio y calcio en la rama ascendente gruesa depende de las concentraciones de sodio y cloro, los diuréticos del asa también inhiben la reabsorción  del anión y el catión.  Al interrumpir la reabsorción de estos iones, los diuréticos de asa previenen que la orina se torne muy concentrada y perturban la producción de una médula renal hipertónica. Sin una concentración medular, el agua dispone de menor presión osmótica que le permita la salida hacia el túbulo contorneado distal aumentando, ultimadamente, la producción de orina. Esta diuresis le regresa menos agua a la circulación sanguínea lo que produce una disminución del volumen sanguíneo.
Los diuréticos de asa también causan vasodilatación de las venas y otros vasos sanguíneos del riñón, causando, mecánicamente, una disminución de la presión sanguínea. El resultado colectivo de una disminución en el volumen sanguíneo y una vasodilatación produce la disminución de la presión arterial y alivia el edema.

## Uso clínico
Los diuréticos de asa actúan principalmente en las siguientes indicaciones:
- edema asociada a insuficiencia cardíaca, cirrosis hepática, insuficiencia renal y el síndrome nefrótico
- hipertensión
- adyuvante en el edema cerebral o pulmonar en la que se requiere una rápida diuresis (terapia intravenosa)

En algunos casos se usan diuréticos de asa en terapias de mantenimiento durante una hipercalcemia en combinación con una adecuada rehidratación.

## Resistencia
La insuficiencia renal causa una disminución en el flujo sanguíneo a los riñones, por lo que disminuye la Tasa de Filtración Glomerular (TFG) y reduce la habilidad de los diuréticos de asa de llegar a su órgano diana, el asa de Henle. De manera similar, los antiinflamatorios no-esteroideos también producen una disminución de la tasa de filtración glomerular con resultados comparables. Los individuos con una tasa de filtración glomerular reducida, tienden  a recibir dosis mayores de diuréticos de asa en proporción a la reducción de la TFG. A menudo se tiene éxito con el tratamiento simultáneo con un diurético tiazida, tal como la hidroclorotiazida, los que inhibe la reabsorción de sodio en varios sitios de la nefrona.
Los pacientes con insuficiencia cardíaca congestiva tienden a retener sodio, por lo que en estos casos también se suele aumentar la dosis de diuréticos de asa.

## Efectos adversos
Los efectos no deseados más frecuentes asociados con los diuréticos de asa se relacionan con la dosis y se fundamentan en el efecto mismo de estos medicamentos sobre la diuresis y el balance de electrolíticos. Estas reacciones adversas incluyen la hiponatremia, hipopotasemia, hipomagnesemia, deshidratación, hiperuricemia, bocio, mareos, hipotensión postural, y desmayos. Los efectos secundarios menos comunes incluyen la dislipidemia, un aumento de la concentración de creatinina, hipocalcemia y rash. El daño al oído (ototoxicidad) tiende a ser serio, aunque infrecuente en el uso de diuréticos de asa. De verse, incluyen pitidos y vértigo y en los casos más serios, sordera.
En combinación con AINEs o inhibidores de la enzima convertidora de angiotensina, los diuréticos de asa pueden producir insuficiencia renal, el llamado triple efecto de la combinación de estos fármacos.

## Diuréticos de asa
- Furosemida
- Bumetanida
- Ácido etacrínico
- Torasemida